# یواس‌ان‌اس میشن سن آنتونیو (تی-ای‌او-۱۱۹)
یواس‌ان‌اس میشن سن آنتونیو (تی-ای‌او-۱۱۹) (به انگلیسی: USNS Mission San Antonio (T-AO-119)) یک کشتی بود که طول آن 524 ft (160 m) بود. این کشتی در سال ۱۹۴۴ ساخته شد.